# Богородська сільська рада (Шарлицький район)
Богоро́дська сільська рада (рос. Богородский сельский совет) — сільське поселення у складі Шарлицького району Оренбурзької області Росії.
Адміністративний центр — село Богородське.

## Населення
Населення — 462 особи (2019; 589 в 2010, 882 у 2002).

## Склад
До складу сільської ради входять:
| Населений пункт   | Населення, осіб (2002) | Населення, осіб (2010) |
| ----------------- | ---------------------- | ---------------------- |
| Богородське, село | 548                    | 382                    |
| Романовка, село   | 334                    | 207                    |